# Wörgl
Wörgl (phát âm tiếng Đức: [ˈvœrɡəl]) là một thành phố thuộc bang Tyrol của Áo, trong huyện Kufstein. Thành phố nằm cách 20 km (12 mi) so với biên giới quốc tế với Bayern, Đức.

## Giao thông
Wörgl là một nút giao đường sắt trên tuyến giữa Innsbruck và Munich, cũng như tuyến nội địa Áo đến Salzburg. Ga Wörgl Hauptbahnhof đã được chỉ định là Hauptbahnhof (tiếng Đức: ga chính) kể từ ngày 10 tháng 12 năm 2006.  
Tuyến đường châu Âu E641 nối Wörgl với Salzburg. Các tuyến E45 và E60 (xa lộ Áo A12) đi qua Wörgl.  

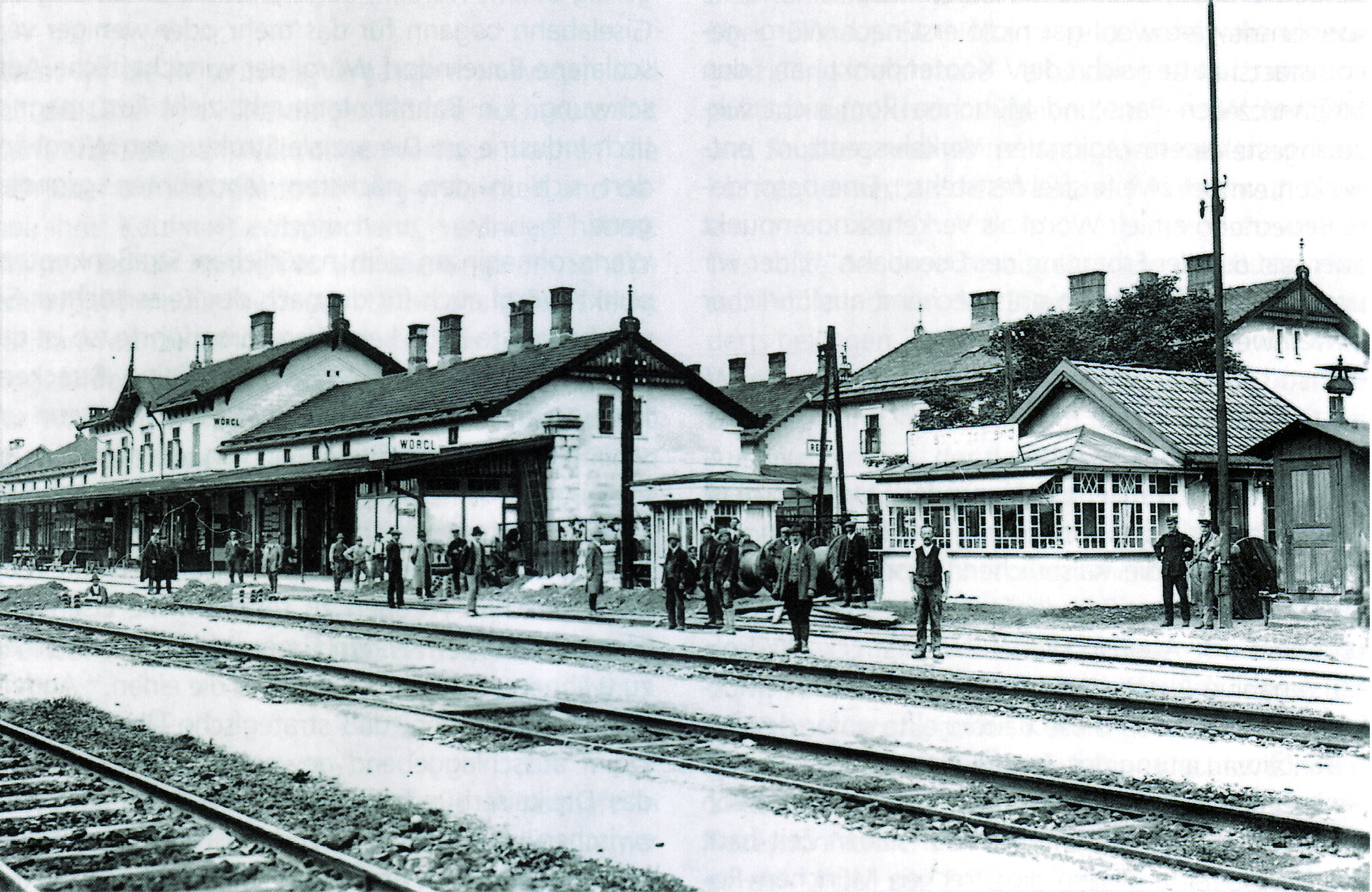
Ga Wörgl năm 1900
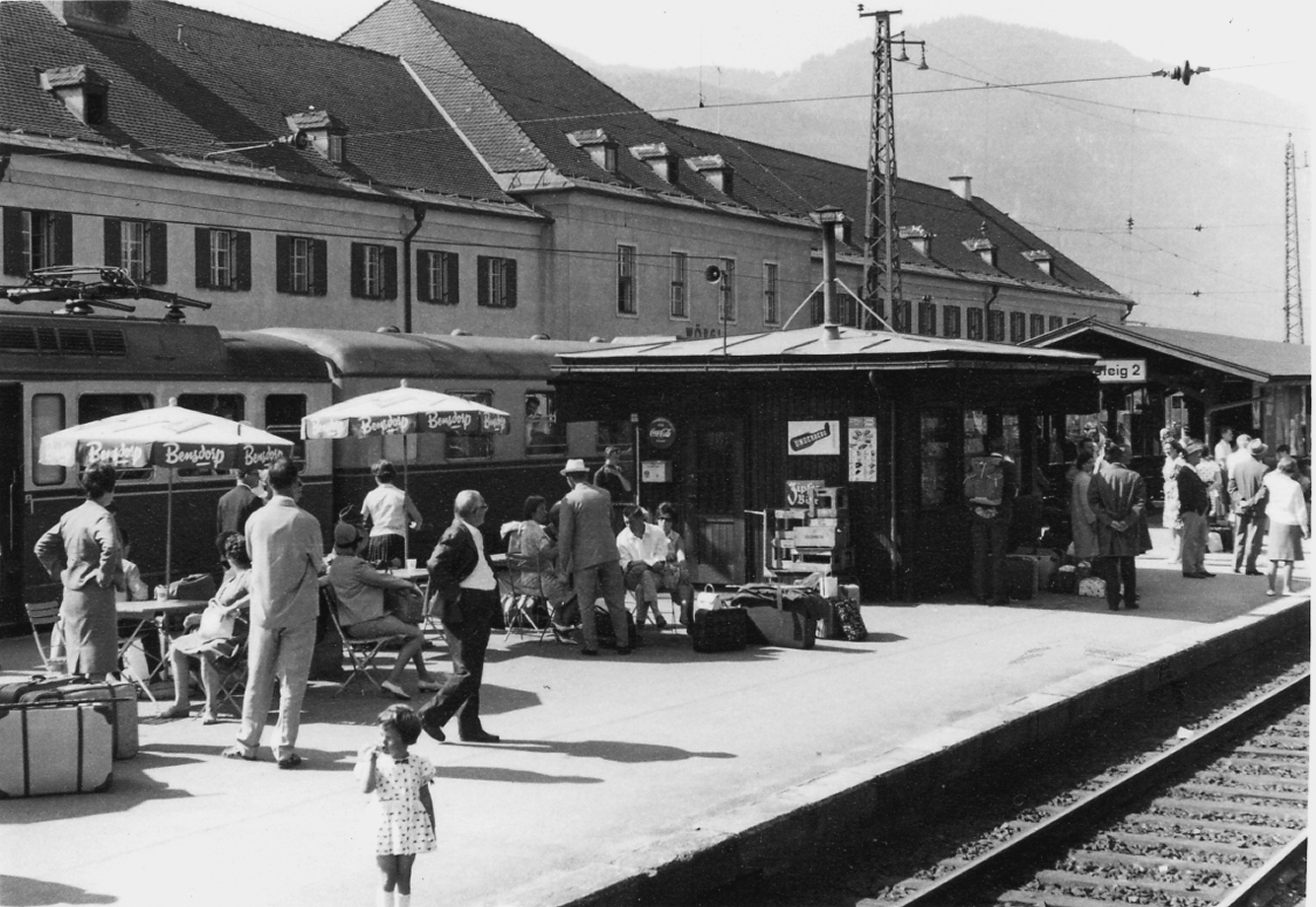
Ga Wörgl năm 1965

## Lịch sử

### Thí nghiệm Wörgl

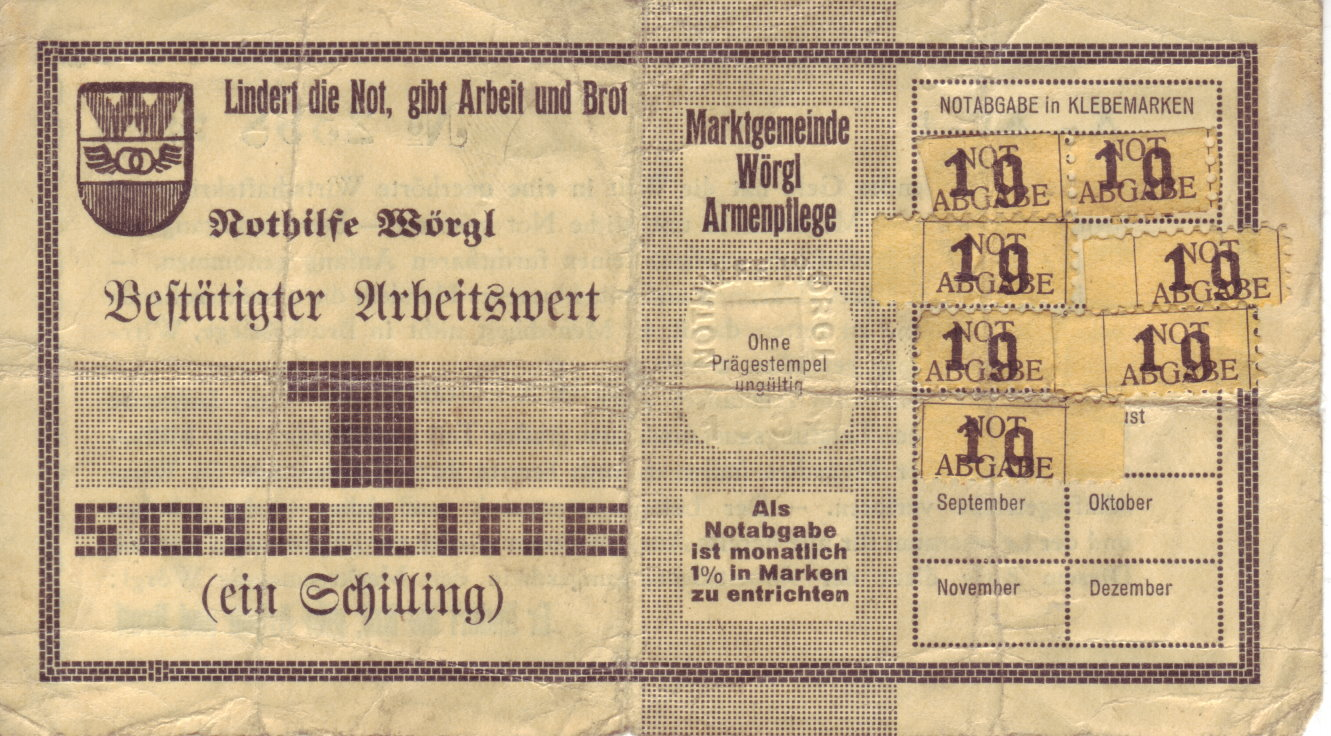
Một tờ một Schilling với các tem demurrage từ Wörgl

Wörgl là nơi diễn ra cái gọi là "Phép lạ Wörgl", bắt đầu từ ngày 31 tháng 7 năm 1932 trong thời kỳ Đại Khủng hoảng. Sáng kiến này bắt đầu với việc phát hành "Hối phiếu bồi hoàn được chứng nhận", một dạng tiền tệ địa phương thường được biết đến với tên gọi Stamp Scrip hoặc Freigeld. Đây là sự áp dụng lý thuyết tiền tệ của nhà kinh tế học Silvio Gesell bởi thị trưởng đương nhiệm khi đó, Michael Unterguggenberger.
Thí nghiệm này đã giúp gia tăng việc làm và cho phép chính quyền địa phương thực hiện các dự án công như xây nhà mới, hồ chứa nước, đường trượt tuyết và cầu, trái ngược với tình cảnh suy thoái của phần lớn các vùng khác trong cả nước. Lạm phát và giảm phát cũng được cho là không tồn tại trong suốt thời gian thí nghiệm diễn ra.
Mặc dù thu hút sự chú ý lớn thời bấy giờ, bao gồm cả Thủ tướng Pháp Edouard Daladier và nhà kinh tế Irving Fisher, "thí nghiệm" này đã bị Ngân hàng Trung ương Áo (Oesterreichische Nationalbank) chấm dứt vào ngày 1 tháng 9 năm 1933, nhằm duy trì độc quyền của chính phủ liên bang đối với đồng tiền hợp pháp của quốc gia.
Nhà kinh tế Anh John Maynard Keynes từng nhận xét rằng "kinh tế học tương lai sẽ học hỏi nhiều từ các ý tưởng của Gesell hơn là từ Marx".
Năm 2006, các cột mốc đã được dựng khắp thị trấn để tưởng niệm sự kiện này.

### Thế chiến thứ hai
Lâu đài Itter gần đó (cách Wörgl khoảng 8 km) là địa điểm của một trong những trận đánh cuối cùng ở châu Âu trong Thế chiến II. Lâu đài này đã bị tịch thu từ Grüner bởi Trung tướng SS Oswald Pohl theo lệnh của Heinrich Himmler vào ngày 7 tháng 2 năm 1943. Việc chuyển đổi lâu đài thành một nhà tù hoàn tất vào ngày 25 tháng 4 năm 1943, và cơ sở này được đặt dưới quyền quản lý của Trại tập trung Dachau.
Trận Lâu đài Itter diễn ra vào ngày 5 tháng 5 năm 1945, với sự tham gia của binh lính Wehrmacht đã đầu hàng, Quân đội Hoa Kỳ, lực lượng Kháng chiến Áo và các cựu tù nhân chính trị Pháp chống lại Sư đoàn Thiết giáp bộ binh SS số 17. Chỉ huy của binh lính Wehrmacht đầu hàng, Thiếu tá Josef Gangl, đã thiệt mạng trong trận chiến bởi một tay súng bắn tỉa và được chôn cất tại nghĩa trang thành phố Wörgl. Sepp Gangl-Straße là một con phố tại Wörgl được đặt theo tên ông.

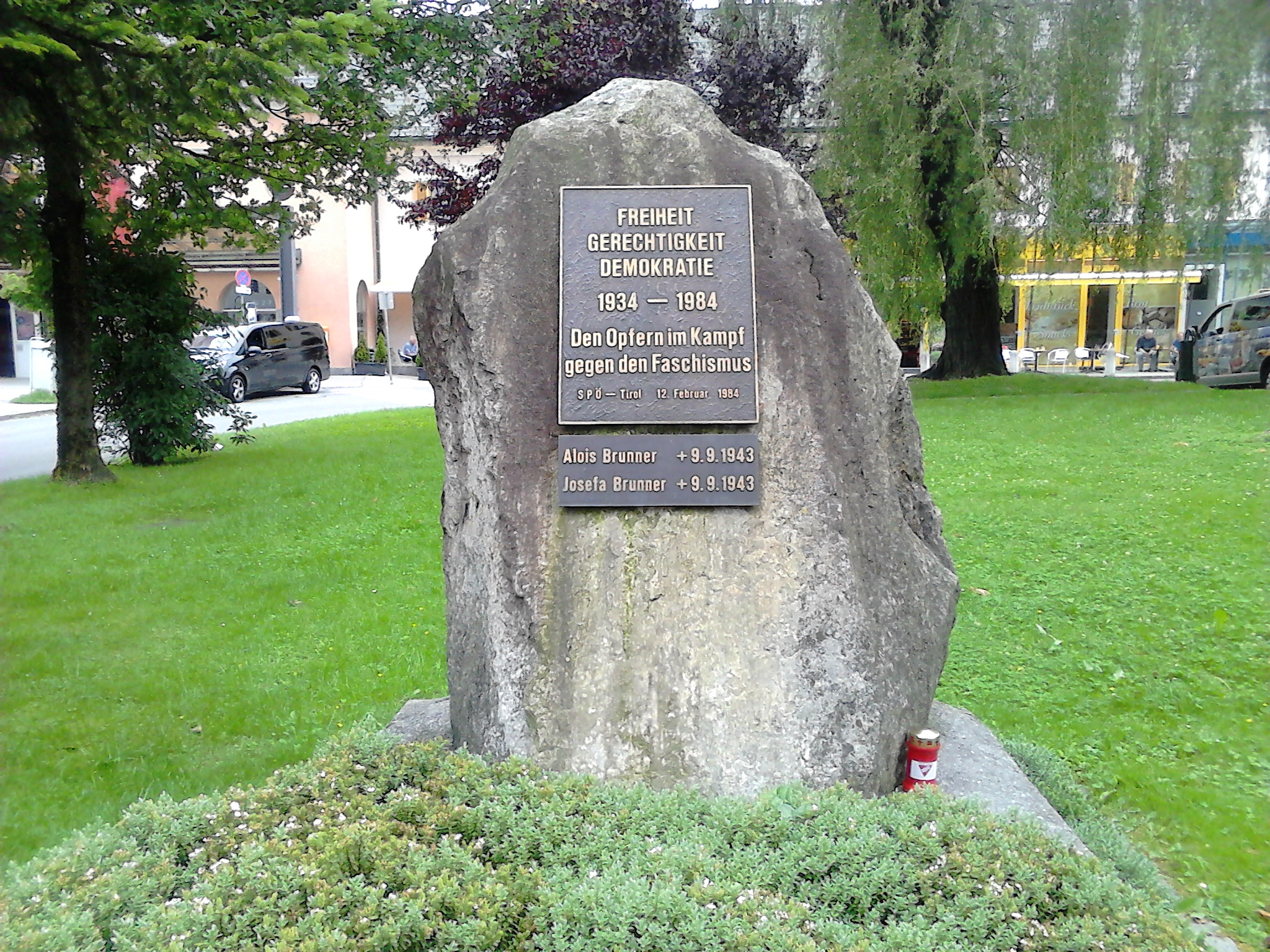
Đài tưởng niệm Alois Brunner [de] và Josefine Brunner tại Wörgl

Mạng lưới kháng chiến chống Đảng Quốc Xã của Waldemar von Knoeringen [de] được đặt cơ sở tại Wörgl. Các tấm bia tưởng niệm và đài kỷ niệm đã được dựng tại thị trấn, bao gồm cả bia tưởng nhớ thành viên kháng chiến Josefine Brunner.

## Thành phố kết nghĩa
- Albrechtice nad Orlicí, Cộng hòa Séc
- Suwa, Nhật Bản

## Nhân vật nổi bật
- Reinhard Furrer, nhà khoa học người Đức.
- Gerhard Berger, cựu tay đua Công thức Một và cựu đồng sở hữu của Scuderia Toro Rosso.
- Stefan Horngacher, vận động viên nhảy trượt tuyết Olympic.
- Hans Peter Haselsteiner, ông trùm xây dựng và cựu phó chủ tịch Diễn đàn Tự do.
- Richard Kitzbichler, cựu cầu thủ Đội tuyển bóng đá quốc gia Áo và hiện là trợ lý huấn luyện viên của câu lạc bộ Premier League Southampton F.C.
- Hannes Staudinger, nhà quay phim Áo.
- Gisela Wurm, nữ chính trị gia Áo.

## Thư viện ảnh

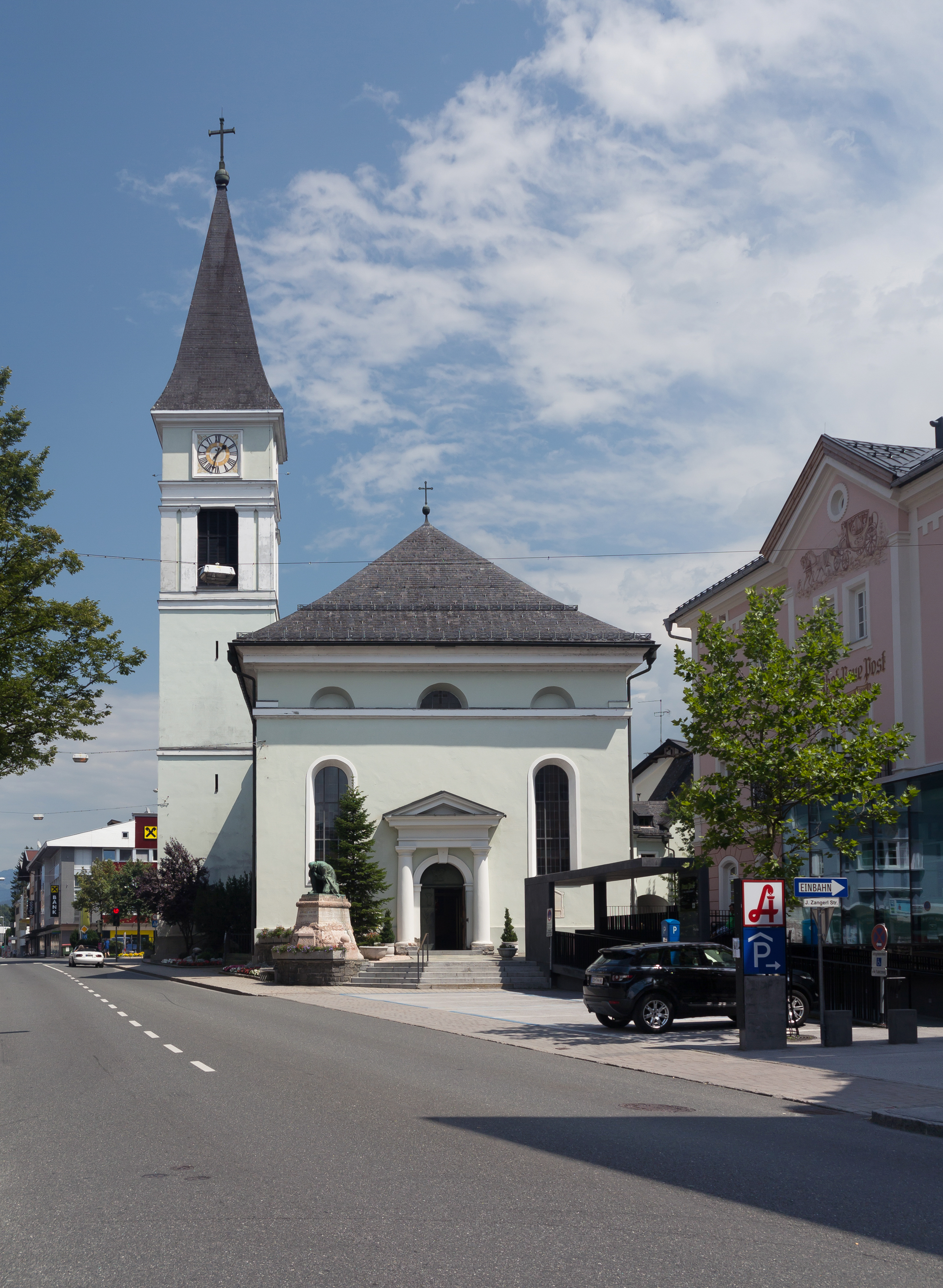
Nhà thờ Pfarrkirche Wörgl, tọa lạc tại Wörgl.